# 米甸
米甸（天主教譯為米德楊，Miḏyān，[mid.jaːn]，Madyan，Madiam）是個在希伯來聖經與古蘭經所提及的地方。威廉·丹佛指出聖經所言的米甸地乃位於「阿拉伯半島的西北處、紅海阿卡巴灣東邊的岸上」，與西奈半島的東南方毗鄰。此地直至公元前7、8世紀以後才有人口廣泛定居。

## 聖經記錄
- 根據創世紀所記，米甸人乃米甸的後代，而米甸是亞伯拉罕與妾基土拉所生之第四子。[6]

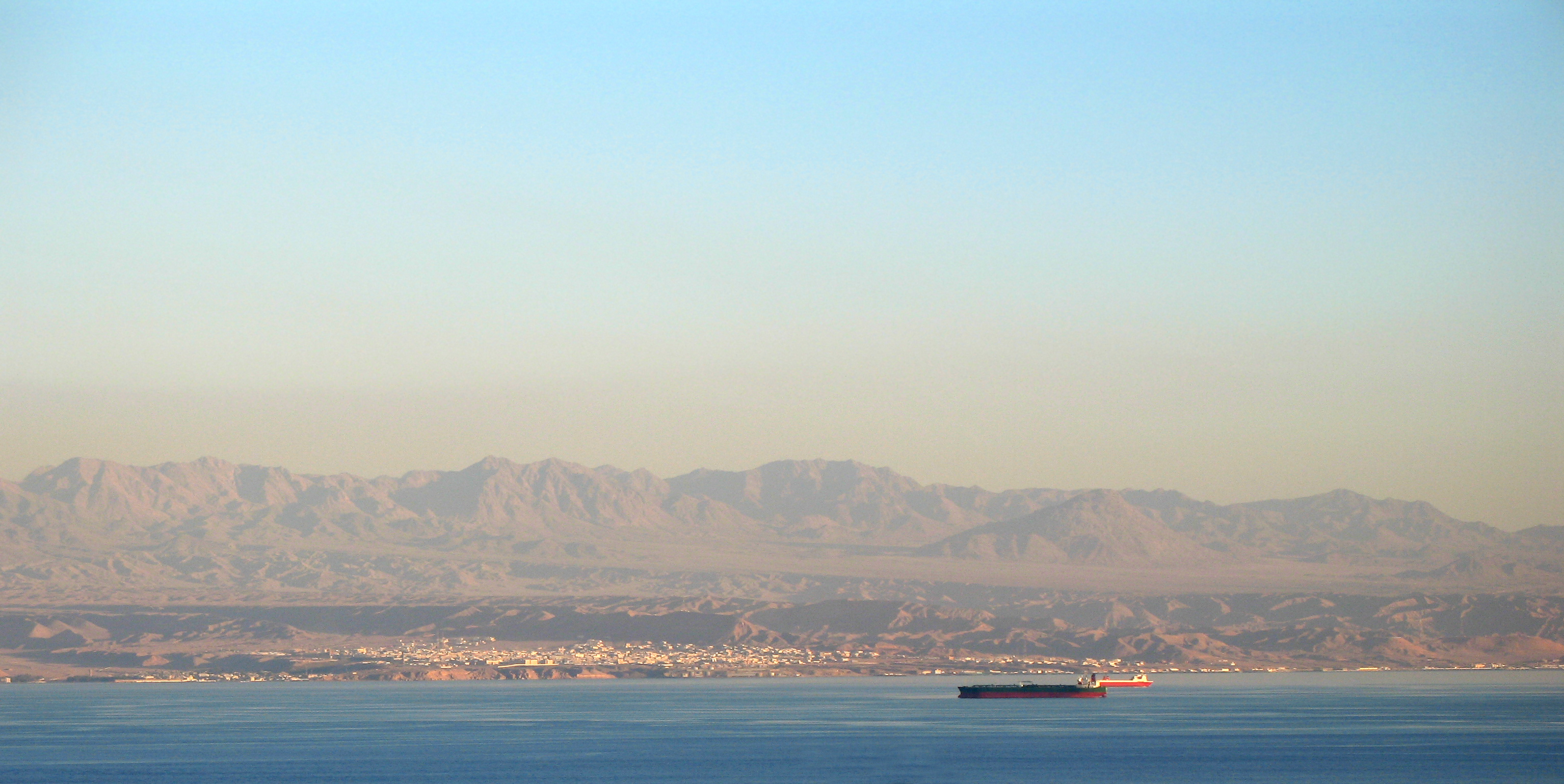
遙望阿卡巴灣岸邊的哈克勒市，其後的高聳之地為米甸山脈

- 米甸是亞伯拉罕之子。[7]當亞伯拉罕的長曾孫約瑟被他兄長們騙進坑洞裡後，就賣給了米甸人或以實瑪利人的商旅。[8]

- 摩西殺了一個埃及人後，就在米甸地避居了40年。[9]在米甸地，他與米甸祭司葉忒羅之女西坡拉結為夫妻。[10]在摩西領導以色列民族逃出埃及後，葉忒羅建議摩西必須設立一個審議團以代摩西處理紛擾且眾多的民事問題。[11]摩西後來有請葉忒羅的兒子何巴陪同以色列人前往應許之地，因他對迦南有所認識，不過何巴比較想回到故鄉米甸。[12]

- 米甸人視以色列人為敵，曾經設下各種計謀，誘使以色列人不遵守道德紀律，最後以色列領袖斷然發兵，大破米甸的五王聯軍。[4]

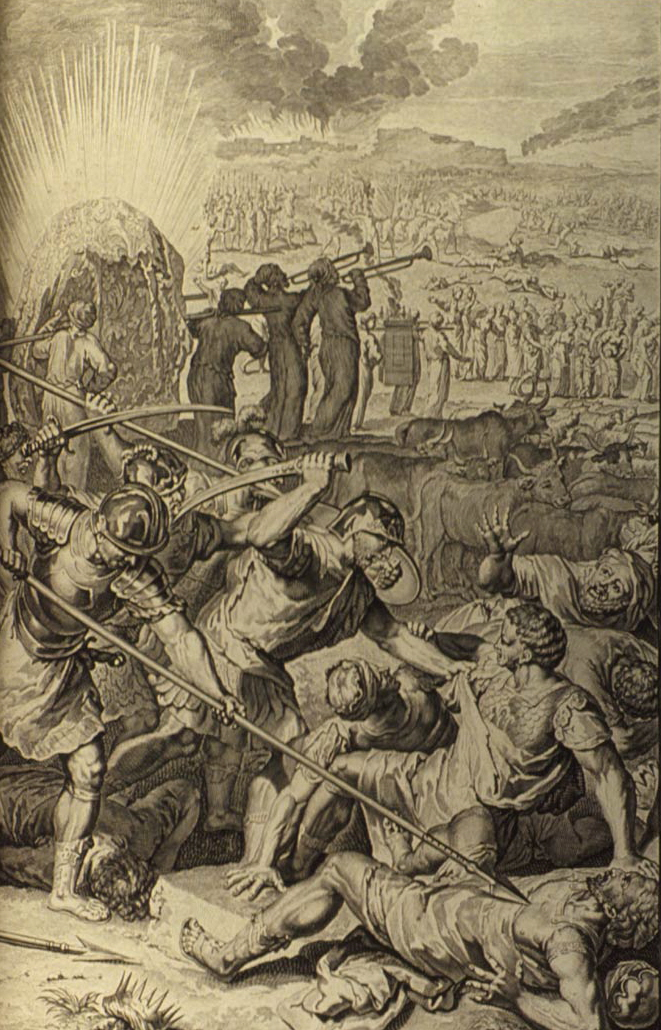
米甸地的五王為以色列軍隊所殺 (作於1728年聖經人物)